# Sõreste
Sõreste – wieś w Estonii, w prowincji Põlva, w gminie Kanepi.